# سامسونگ گلکسی نوت ۷
سامسونگ گلکسی نوت ۷ (به انگلیسی: Samsung Galaxy Note 7) یک فبلت هوشمند مجهز به سیستم عامل اندروید ساخت شرکت سامسونگ می‌باشد، که در تاریخ ۱۹ اوت ۲۰۱۶ روانه بازار شد.
گلکسی نوت ۷ ششمین دستگاه کمپانی کره‌ای سامسونگ از سری گوشی‌های نوت است. در ابتدا تصور می‌شد که این دستگاه طبق شماره گذاری سال‌های گذشته با نام گلکسی نوت ۶ توسعه داده شود اما سامسونگ تصمیم گرفت برای هماهنگی نام گوشی‌های سری نوت و سری اس، مدل جدید نوت را با نام گلکسی نوت ۷ تولید و معرفی نماید.
در گلکسی نوت ۷ از دو مدل پردازنده متفاوت اسنپ دراگون ۸۲۱ و اگزینوس ۸۸۹۳ استفاده شد که یکی از آن‌ها مربوط به کوالکام و دیگری ساخت سامسونگ بود. به علاوه این دستگاه از نمایشگری با دو لبه خمیده همانند گوشی‌های سری Edge سامسونگ بهره گرفته بود. گلکسی نوت ۷ دارای یک باتری با ظرفیت ۳۵۰۰ میلی‌آمپر ساعت بود که نسبت به نسل قبلی گوشی‌های نوت افزایش ۵۰۰ میلی‌آمپر ساعتی را مشخص می‌کند. سامسونگ در گلکسی نوت ۷ برای بار اول از سنسور تأیید هویت بیولوژیک عنبیه چشم استفاده کرد. گلکسی نوت ۷ در تاریخ ۱۲ مرداد ماه ۹۵ به صورت رسمی رونمایی شد.

## مشکلات باتری
به علت انفجار باتری این مدل گوشی‌ها، مدتی پس از عرضهٔ این مدل، سامسونگ فراخوانی برای جمع‌آوری این گوشی‌ها صادر کرد. این امر موجب ضرر قابل توجه به این شرکت کره‌ای شد به طوریکه سود کوتاه مدت پیش‌بینی شده را به میزان یک سوم کاهش داد. همچنین این موضوع بر اعتبار و ارزش سهام این شرکت نیز اثرات منفی گذاشت سپس این شرکت مدل‌هایی را به عرضه کرد که به ظاهر سالم بودند اما بعد از انفجار مدل‌های سالم این گوشی توقف تولید و فراخوان دوباره شد.
سپس پس از مدتی شرکت سامسونگ گلکسی نوت ۷ را با نام Galaxy Note Fan Edition با باتری ۳۲۰۰ میلی‌آمپر در سال ۲۰۱۷ عرضه کرد. تفاوت این نسخه با گلکسی نوت ۷ اصلی بسیار اندک بود و به کمتر شدن حجم باتری و نوشته شدن عبارت Galaxy Note Fan Edition در پشت گوشی محدود می‌شد. کاربران این گوشی مشکل خاصی را گزارش ندادند.